# Farsta strand (tunnelbanestation)
Farsta strand är en station inom Stockholms tunnelbana längs den Gröna linjen, belägen i Söderort. Den är ändstation för tunnelbanelinje 18. Stationen ligger strax under Stieg Trenters torg invid Glavagatan. Avståndet från Slussen är 10,4 kilometer. Stationen invigdes 29 augusti 1971. Plattformen som tidigare låg utomhus i ett djupt schakt är numera överbyggd. I anslutning till tunnelbanestationen ligger pendeltågsstationen Farsta strand.
Den konstnärliga utsmyckningen utgörs av mosaik på golv och väggar av Fredrik Jacobsson från 1993 samt bilder och träsnitt med namnet Farstas historia av Kristina Anshelm, 1997. 
Farsta strand är den sydligaste stationen i hela tunnelbanenätet. 

## Galleri

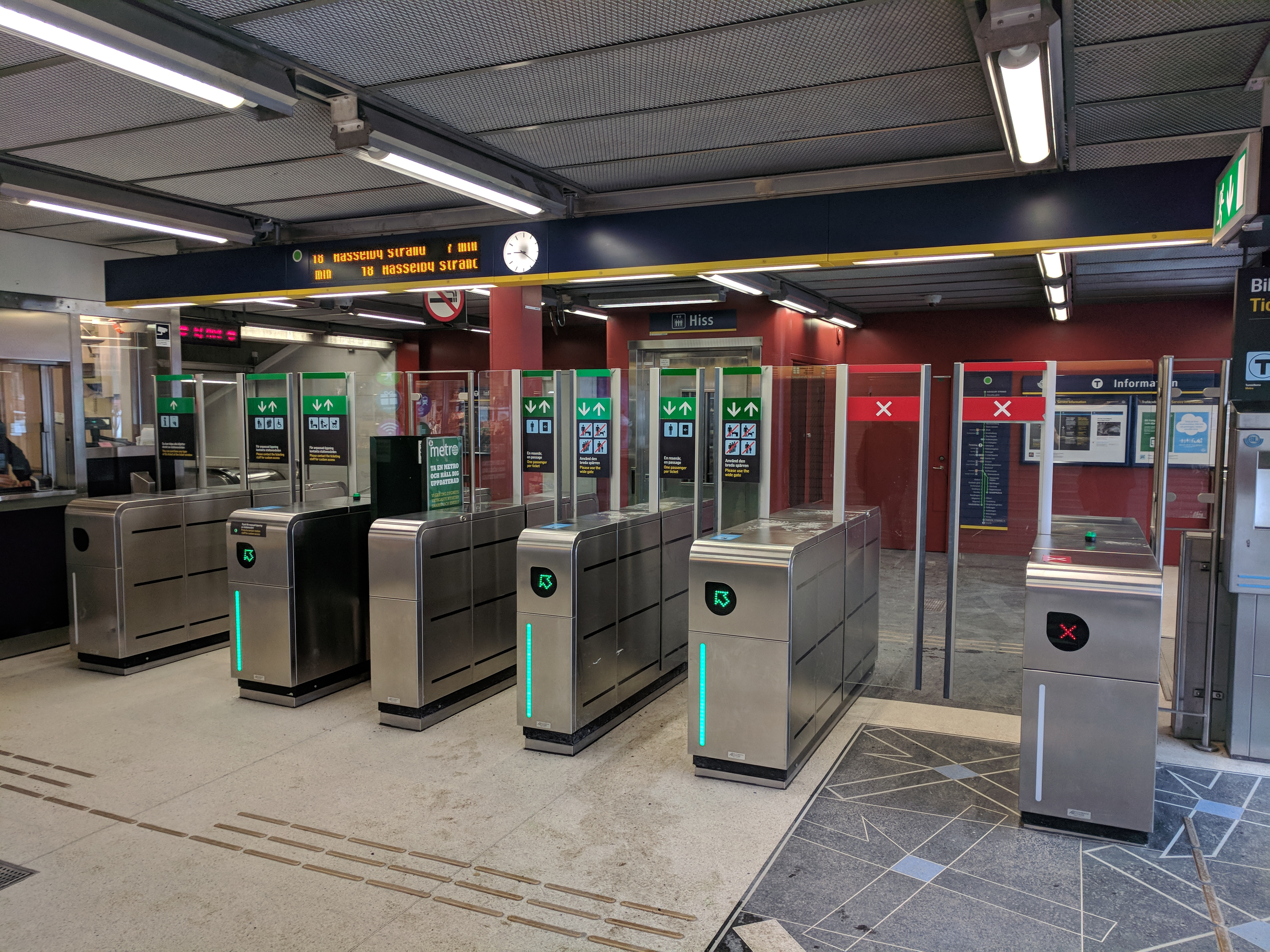
Spärren
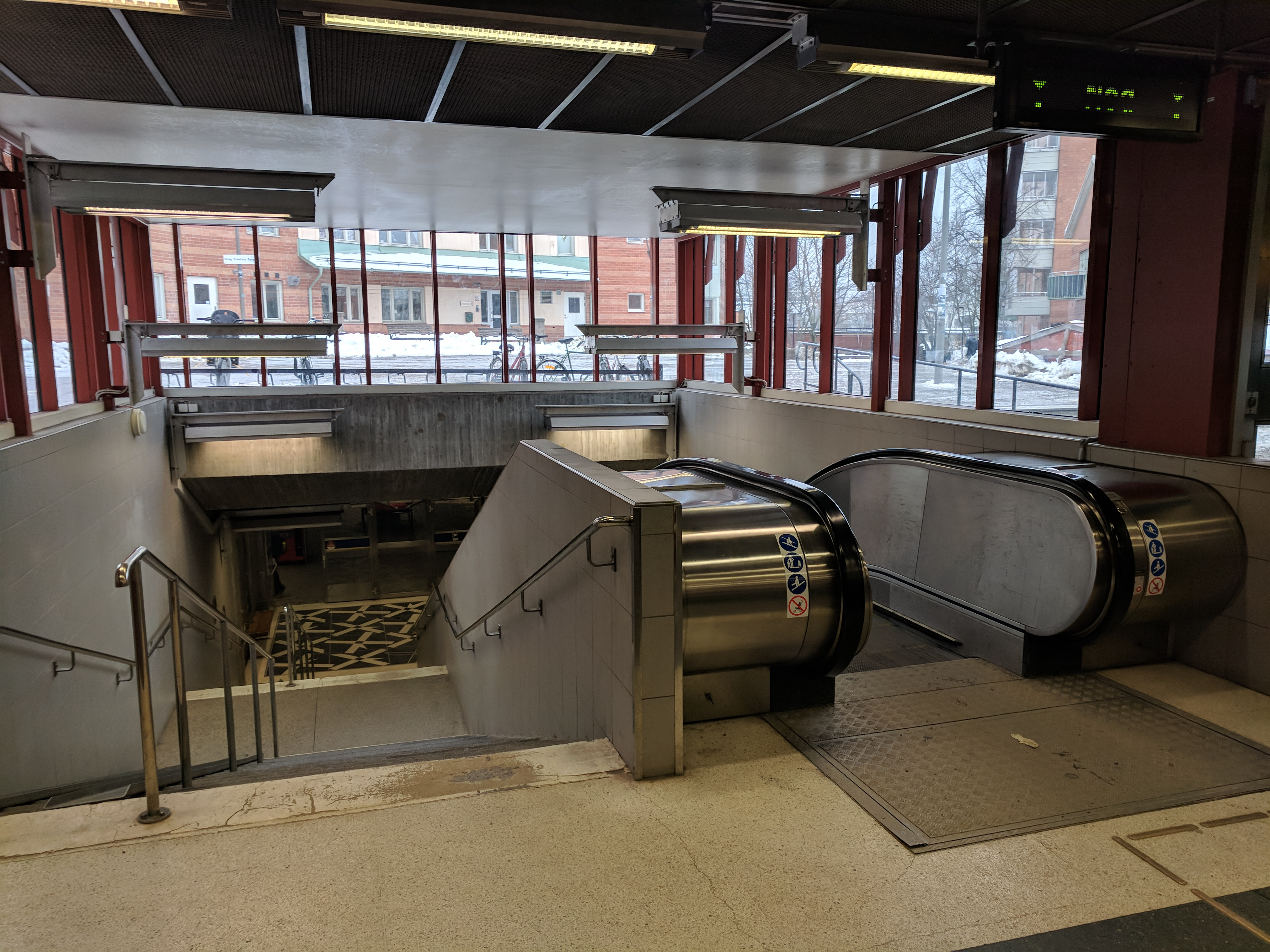
Nedgång till tunnelbanan
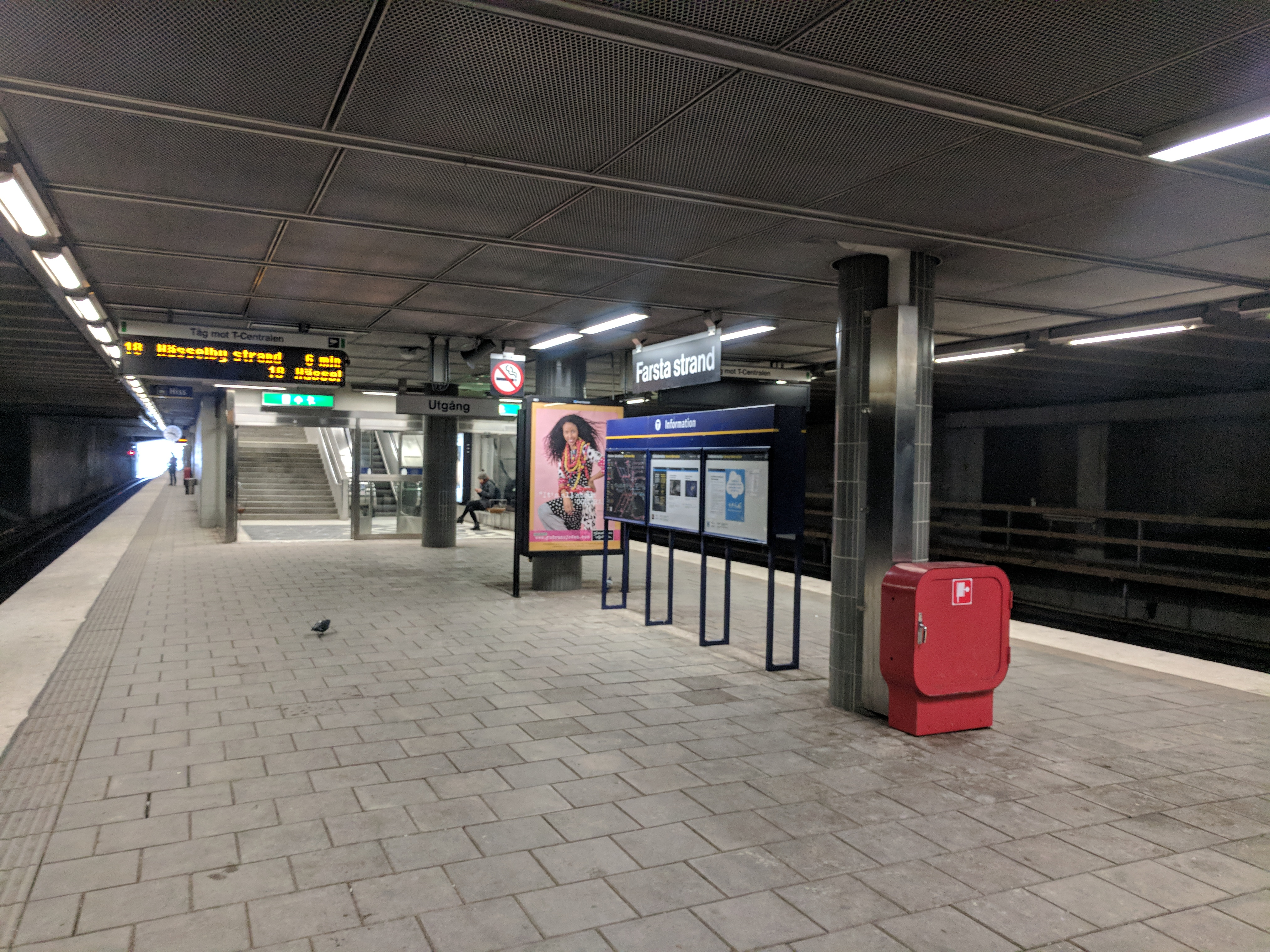
Perrongen